# Súria (ort)
Súria är en ort i Spanien.   Den ligger i provinsen Província de Barcelona och regionen Katalonien, i den östra delen av landet, 500 km öster om huvudstaden Madrid. Súria ligger 281 meter över havet och antalet invånare är 6 230.
Terrängen runt Súria är huvudsakligen kuperad, men åt nordost är den platt. Súria ligger nere i en dal. Runt Súria är det mycket tätbefolkat, med 1 135 invånare per kvadratkilometer. Närmaste större samhälle är Manresa, 13,2 km sydost om Súria. Trakten runt Súria består till största delen av jordbruksmark.